# Cyrtophora lacunaris
Cyrtophora lacunaris är en spindelart som beskrevs av Yin et al. 1990. Cyrtophora lacunaris ingår i släktet Cyrtophora och familjen hjulspindlar. Inga underarter finns listade i Catalogue of Life.